# 私小説 (清水由貴子のアルバム)
『私小説』（ししょうせつ）は、清水由貴子の2枚目のスタジオ・アルバム。1979年9月21日にCBS・ソニーより発売された。

## 解説
2枚目にして最後となったアルバム。前作と異なり、岸田智史（現・敏志）のカヴァー、菅原進、森山良子らシンガーソングライターの提供作品を中心に構成された全11曲。清水由貴子自身も3曲の作詞をしている。
本人が亡くなった直後、オーダーメイドファクトリー始まって以来という多くの復刻リクエストにより、2009年7月、未収録のシングルAB面の4曲を加えた『私小説+4』というタイトルでCD化された。

## 収録曲

### オリジナル盤
- Side A

1. 子供のままでいられたら
作詞：清水由貴子／作曲：菅原進／編曲：福井峻
2. ほおづきの季節
作詞・作曲：岸田智史／編曲：萩田光雄
3. レイニー・アフタヌーン
作詞・作曲：水野ゆき／編曲：福井峻
4. 言問橋
作詞：喜多條忠／作曲：水谷公生／編曲：瀬尾一三
5. 夢待草
作詞：喜多條忠／作曲：水谷公生／編曲：福井峻

- Side B

1. 夕暮の風景
作詞：清水由貴子／作曲：菅原進／編曲：萩田光雄
2. 想い出のかけら
作詞・作曲：水野ゆき／編曲：萩田光雄
3. 三日月夜話 (母へ…)
作詞・作曲：岸田智史／編曲：萩田光雄
4. ピクルス
作詞：山川啓介／作曲：森山良子／編曲：萩田光雄
5. 失くしたハーモニカ
作詞：清水由貴子／作曲・編曲：萩田光雄
6. それまでのさよなら
作詞：山川啓介／作曲：森山良子／編曲：福井峻

### 私小説+4
※12〜15は、新たに収録されたボーナストラック。
1. 子供のままでいられたら
2. ほおづきの季節
3. レイニー・アフタヌーン
4. 言問橋
5. 夢待草
6. 夕暮の風景
7. 想い出のかけら
8. 三日月夜話 (母へ…)
9. ピクルス
10. 失くしたハーモニカ
11. それまでのさよなら
12. 歌を重ねて
作詞・作曲：阿部敏郎／編曲：福井峻
13. 遠い星からの手紙
作詞：草鹿宏／作曲：阿部敏郎／編曲：福井峻
14. 神様・なぜ愛にも国境があるの!
作詞：草鹿宏／作曲：都倉俊一／編曲：萩田光雄
15. 私は泣かない
作詞：山口洋子／作曲：都倉俊一／編曲：萩田光雄

## 発売履歴
| 発売日        | タイトル | レーベル                   | 規格 | 規格品番 |
| ------------- | -------- | -------------------------- | ---- | -------- |
| 1979年9月21日 | 私小説   | CBS・ソニー                | LP   | 25AH-779 |
| 2009年7月13日 | 私小説+4 | オーダーメイドファクトリー | CD   | DYCL-171 |